# Santos Dumont (Minas Gerais)
Santos Dumont (pronunciado "sɐ̃tuz dumõ") es un municipio brasileño, fundado el 7 de julio de 1889, situado al sudeste del estado de Minas Gerais.
Anteriormente denominado Palmira, fue rebautizado como Santos Dumont en honor al "padre de la aviación", de origen brasileño.
Está ubicado en las coordenadas 21°27′24″S 43°33′09″O / -21.45667, -43.55250, y a una altitud de 839 metros sobre el nivel del mar. Su población estimada en el año 2004 era de 47.725 habitantes. 
Posee un área de 639,164 km².
Está polarizado por el centro regional de Juiz de Fora, pero no conforma una conurbación.
El municipio, desde la década de 1980 está pasando por un período de relativo estancamiento demográfico, teniendo un crecimiento medio entre los censos de 1996 y 2000 de apenas 0,32%. Esto se explica, en parte, por los bajos índices económicos.
- Datos: Q1754760
- Multimedia: Santos Dumont (Minas Gerais) / Q1754760

1. ↑  Worldpostalcodes.org,código postal n.º 36240-000.